# Ignavusaurus
Ignavusaurus – rodzaj zauropodomorfa żyjącego we wczesnej jurze na obecnych terenach Afryki. Został opisany w 2010 roku przez Fabiena Knolla w oparciu o dobrze zachowany i w dużej mierze kompletny szkielet (tymczasowo skatalogowany jako BM HR 20) odkryty w górnych osadach dolnojurajskiej formacji Elliot w Lesotho. Dokładny wiek tej formacji geologicznej jest nieznany, jednak naukowcy najczęściej oceniają go na hettang. Odnaleziono liczne zęby i wiele kości czaszki, jednak w większości są one bardzo fragmentaryczne – odkryte szczątki czaszki składają się z ponad 120 niewielkich elementów, do największych należą prawa kość kwadratowa i lewa zaoczodołowa. Szkielet pozaczaszkowy obejmuje większość kręgów tułowiowych i około dwóch trzecich długości ogona. Spośród kości obręczy barkowej zachował się jedynie fragment łopatki, podczas gdy kość miedniczna jest w dużej mierze kompletna. Odnaleziono większą część lewej kończyny przedniej, prawej kończyny tylnej oraz niekompletną lewą kość udową i paliczki lewej stopy. Szacuje się, że w chwili śmierci holotyp mierzył około 1,5 m długości i ważył 22,5 kg. Analizy histologiczne kości ramiennej i udowej sugerują, że holotyp zginął jako młody osobnik znajdujący się w fazie szybkiego wzrostu, prawdopodobnie mający mniej niż rok. U Ignavusaurus występują pewne cechy zaawansowane, jednak większość jego cech to plezjomorfie. Analiza kladystyczna przeprowadzona przez Knolla potwierdza bazalną pozycję Ignavusaurus wśród zauropodomorfów. Jedynymi taksonami bardziej od niego bazalnymi są Saturnalia, Thecodontosaurus i Pantydraco, natomiast bardziej zaawansowanymi – wszystkie pozostałe zauropodomorfy. Z późniejszej analizy kladystycznej przeprowadzonej przez Apaldetti i współpracowników (2011) wynika jednak, że Ignavusaurus był bazalnym przedstawicielem kladu Massopoda (największego kladu obejmującego Saltasaurus loricatus, ale nie obejmującego Plateosaurus engelhardti) i tym samym był bliżej spokrewniony z zauropodami, niż to wynikało z analizy Knolla; według tej analizy Ignavusaurus był taksonem siostrzanym do rodzaju Sarahsaurus, a oba te rodzaje tworzyły klad siostrzany do kladu obejmującego wszystkich pozostałych przedstawicieli Massopoda poza przedstawicielami rodziny Riojasauridae. Nie wszyscy paleontolodzy zgadzają się, że holotyp Ignavusaurus rachelis faktycznie reprezentuje nieznany wcześniej gatunek zauropodomorfa; w opinii Yatesa, Bonnana i Nevelinga (2011) budowa szkieletu okazu holotypowego I. rachelis wskazuje, że jest to w rzeczywistości uszkodzony szkielet młodego osobnika z gatunku Massospondylus carinatus lub Massospondylus kaalae.
Nazwa Ignavusaurus pochodzi od łacińskiego słowa ignavus, oznaczającego „tchórz”, oraz greckiego sauros („jaszczur”) i odnosi się do nazwy miejsca, w którym odkryto holotyp – Ha Ralekoala, co dosłownie oznacza „miejsce ojca tchórza”. Nazwa gatunkowa gatunku typowego, rachelis, honoruje paleontolog Raquel López-Antoñanzas.